# Schillingstraße (métro de Berlin)
Schillingstraße est une station de la ligne 5 du métro de Berlin. Elle est située sous la Karl-Marx-Allee dans le quartier de Mitte à Berlin en Allemagne.

## Situation sur le réseau

Plan du métro.

La station Schillingstraße  de la ligne 5 du métro de Berlin, est située entre la station Alexanderplatz à l'ouest, en direction du terminus Hauptbahnhof, et la station Strausberger Platz à l'est, en direction du terminus Hönow.
Elle dispose d'un quai central encadré par les deux voies de la ligne.

## Histoire
Ouverte le 21 décembre 1930 comme le reste de la ligne E entre Alexanderplatz et Friedrichsfelde, son nom provient d'une rue perpendiculaire à la Karl-Marx-Allee au sud-est de la station. En 2003, la station est rénovée et redécorée en orange vif. À cette occasion, des sculptures sur bois effectuées par des jeunes de la maison d'arrêt d'Oranienbourg sous la supervision de l'artiste Ralf Schade sont installées dans la station. En 2013, elle est dotée d'ascenseurs pour notamment faciliter l'accès aux personnes à mobilité réduite.

## Services aux voyageurs

### Accès et accueil
La station possède trois accès équipés d'ascenseurs.

### Desserte
Schillingstraße est desservie par les rames circulant sur la ligne 5 du métro.

Installations et desserte
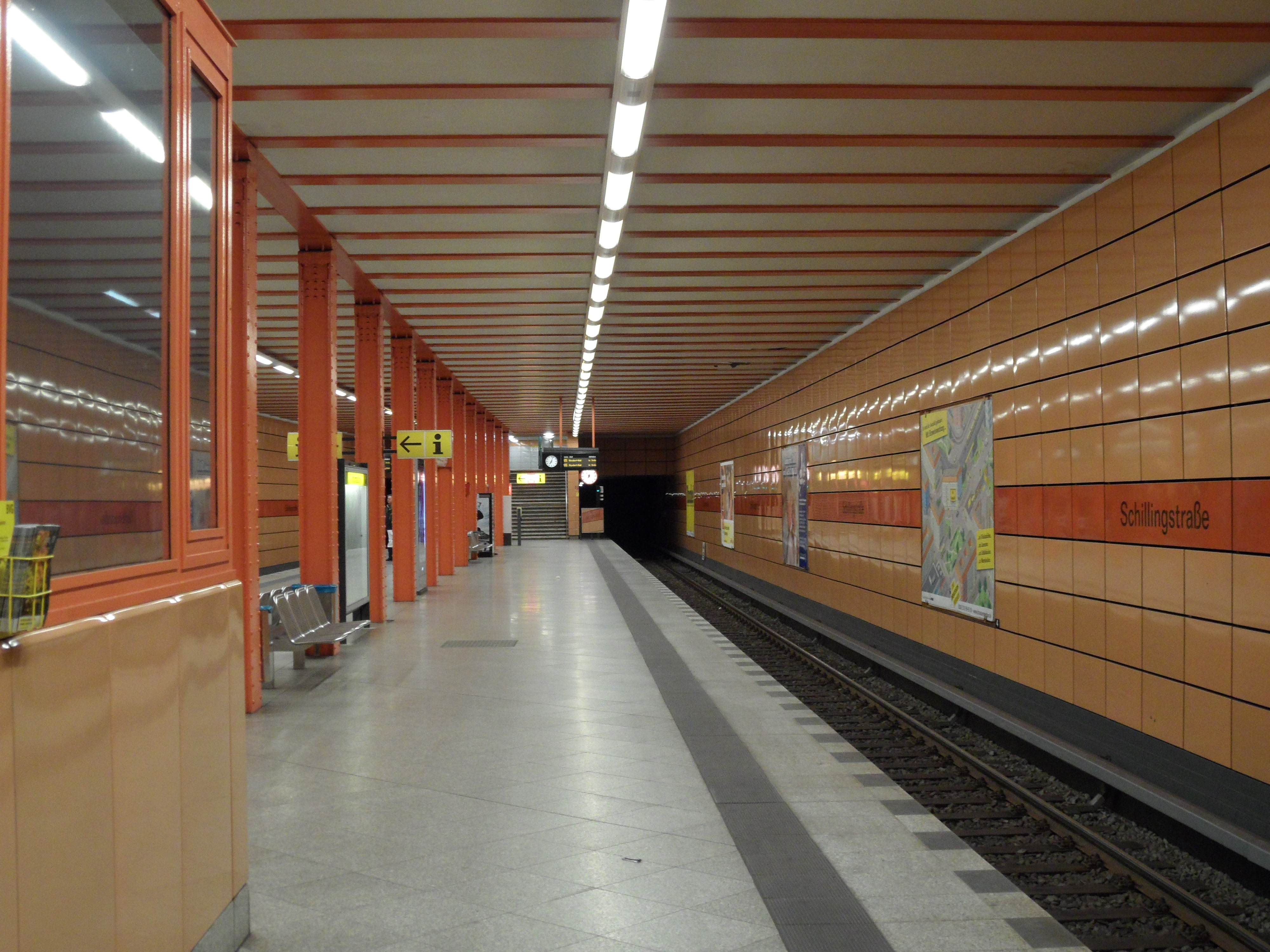
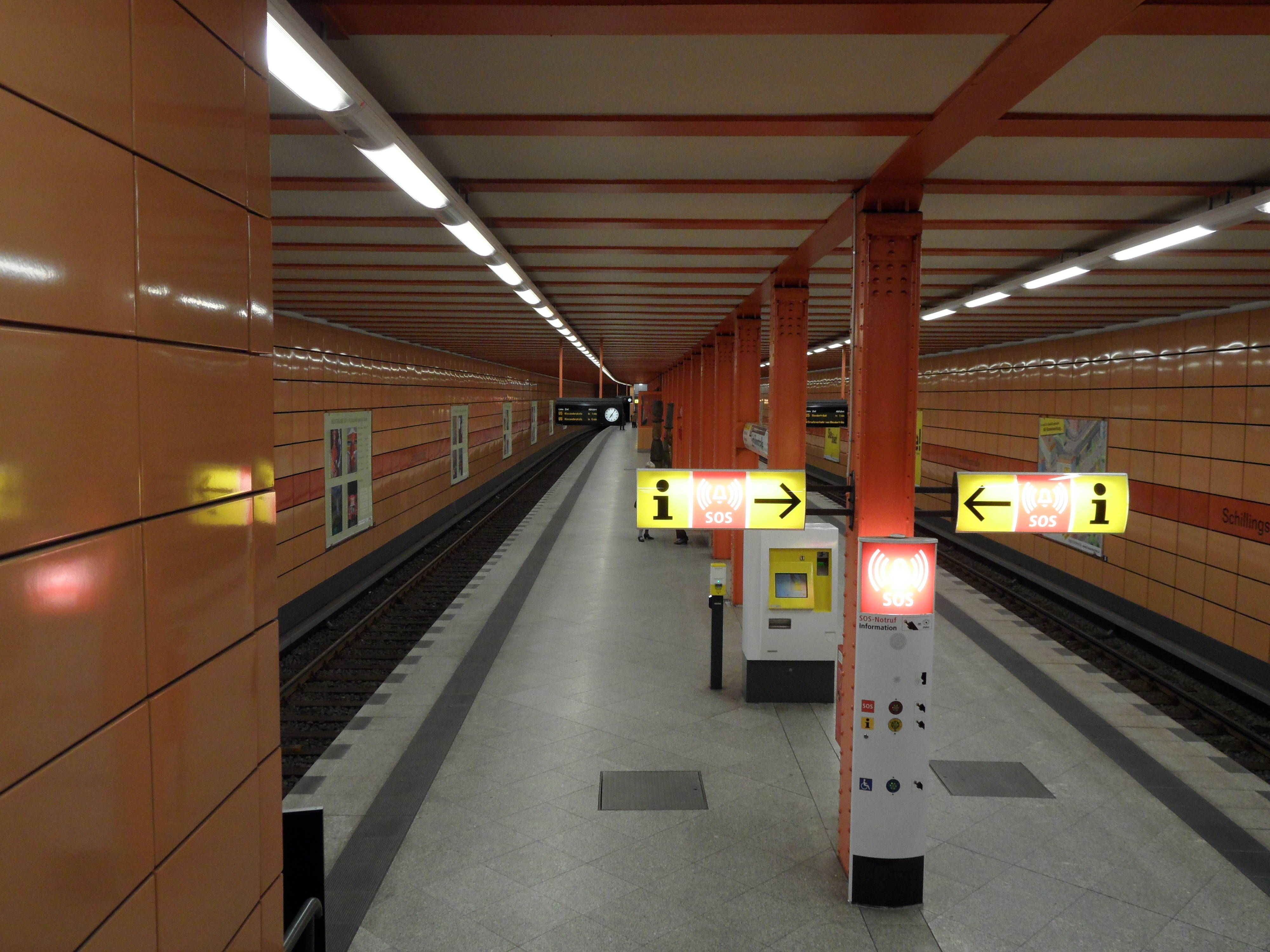
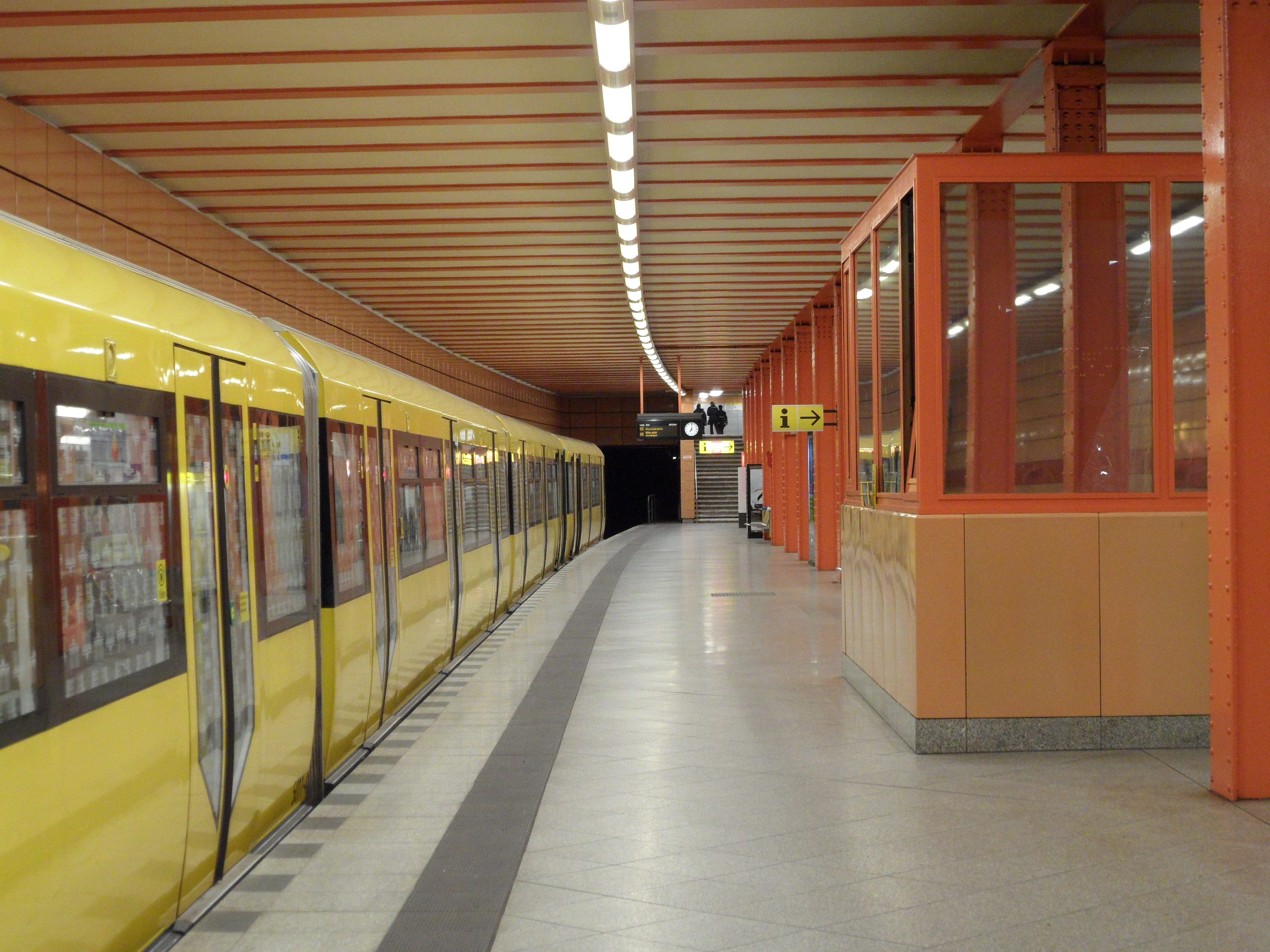

### Intermodalité
La station n'est pas en correspondance avec les lignes d'autobus de la BVG.